# 남편의 그녀
《남편의 그녀》(일본어: 夫のカノジョ)는 카키야 미우의 소설이다.

## 등장인물

### 주요 인물
코마츠바라 히시코
주부. 39세.
야마기시 호시미
무기타로의 부하로, 파견 사원.

### 코마츠바라가(家)
코마츠바라 무기타로
히시코의 남편. 42세.
코마츠바라 미카
코마츠바라 부부의 장녀. 중학교 3학년.
코마츠바라 마사토
코마츠바라 부부의 장남. 초등학교 5학년.

### 대동아 제분
이시구로 야스시
영업부 파견 사원. 26세.
요시다 마리코
영업부 사원.
시미즈 카오리
영업부 파견 사원. 25세.
쿠메
영업부 부장.
유우키 유리
매입부 부장.

### 그 외
코야마다 치즈나
히시코의 소꿉친구.
야지마
마사토의 클래스메이트·후유미의 엄마.
코마츠바라 요코
무기타로의 엄마.
야마기시 후미코
호시미의 엄마. 39세.
오쿠자와 아키
학동 클럽 직원.
미카미 코타로
미카의 남자친구. 고등학생.
사쿠라기 사야카
미카의 담임. 26세.
야마기시 야스미
호시미의 친할머니. 니가타 현 거주.
수수께끼의 노파

## 텔레비전 드라마
TBS 계열의 〈목요 드라마 9〉 시간대에서 2013년 10월 24일부터 12월 12일까지 매주 목요일 21:00 ~ 21:54에 방송되었다. 주연은 카와구치 하루나.

### 캐스트

#### 주요 인물
야마기시 호시미 (20) - 카와구치 하루나 (소녀 시절:이시이 코코아)
대동 제분 영업부 파견 사원.
코마츠바라 히시코 (39) - 스즈키 사와
무기타로의 아내. 전업주부.

#### 코마츠바라가(家)
코마츠바라 무기타로 - 타나베 세이치
히시코의 남편. 대동 제분 영업부 과장.
코마츠바라 마사토 - 스즈키 후쿠
히시코·무기타로의 아들. 초등학교 3학년.
코마츠바라 미카 - 오오토모 카렌
히시코·무기타로의 딸. 중학교 3학년.

#### 대동 제분 영업부
이시구로 야스시 - 후루카와 유키
사원. 무기타로의 부하.
요시다 마리코 - 리 치즈루
사원.
시미즈 카오리 - 스미요시 마리코
사원. 마리코의 부하.
쿠메 케이스케 - 야나기사와 싱고
부장→고객 상담실 실장. 무기타로의 상사.

#### 제2초등학교 PTA 임원
아이카와 치요노 - 야마무라 모미지
PTA 회장. 카에데·유키의 엄마.
아이카와 유키 - 시노다 료야
치요노의 아들. 마사토의 동급생.
나카무라 미도리 - 아나미 아츠코
PTA 부회장. 히나노의 엄마.
나카무라 히나노 - 이와사키 유리
미도리의 딸.

#### 그 외
야마기시 후미코 - 카타히라 나기사
호시미의 엄마. 파티스리 후미코 회장.
토미츠카 - 타치바나 신이치
후미코의 비서.
수수께끼의 여자 - 와타나베 에리
마녀. 호시미와 히시코에게 마법을 건다.

### 스태프
- 원작 - 카키야 미우 《남편의 그녀》 (후타바 문고)
- 각본 - 에가시라 미치루, 요코타 리에
- 음악 - 야마시타 코스케
- 연출 - 니노미야 타카시, 미키 코이치로, 츠카모토 렌페이
- 주제가 - Serena 〈CHANGE!!〉 (아리오라 재팬)
- 기술 협력 - 비디오 스태프
- 미술 협력 - 악스
- 조명 협력 - 더 호라이즌
- 프로듀스 - 이노우에 류타 (호리프로)
- 제작 - 호리프로, TBS

### 방송 일자
| 방송회                                                     | 방송일           | 부제                                                           | 각본            | 연출            | 시청률 |
| ---------------------------------------------------------- | ---------------- | -------------------------------------------------------------- | --------------- | --------------- | ------ |
| 제1화                                                      | 2013년 10월 24일 | 주부와 OL이 바뀌다!? “2명의 마마”가 가족을 구하다!!            | 에가시라 미치루 | 니노미야 타카시 | 4.7%   |
| 제2화                                                      | 2013년 10월 31일 | 마마가 재발견…역시 가족이 좋앗!                                | 에가시라 미치루 | 니노미야 타카시 | 4.8%   |
| 제3화                                                      | 2013년 11월 7일  | 부모자식 하이킹 위기일발                                       | 요코타 리에     | 미키 코이치로   | 3.7%   |
| 제4화                                                      | 2013년 11월 14일 | 전부 폭로하겠습니다!!~오늘밤 전반 클라이맥스                   | 에가시라 미치루 | 미키 코이치로   | 3.1%   |
| 제5화                                                      | 2013년 11월 21일 | 부모자식 사랑을 그리는 신 장 스타트! 마마는, 사랑해            | 요코타 리에     | 니노미야 타카시 | 3.0%   |
| 제6화                                                      | 2013년 11월 28일 | 그 사람은 내가 아니야!…파파와 바뀐 마마의 첫 데이트            | 에가시라 미치루 | 츠카모토 렌페이 | 3.6%   |
| 제7화                                                      | 2013년 12월 5일  | 전학생 마마가 폭탄 발언! 파파 수상해! 신 영업부장의 나쁜 계략! | 요코타 리에     | 니노미야 타카시 | 4.5%   |
| 최종화                                                     | 2013년 12월 12일 | 마침내 최종회! 굉장한 충격! 왜 지금 몸이 돌아와 버리는 거야!   | 에가시라 미치루 | 미키 코이치로   | 3.3%   |
| 평균 시청률 3.8% (시청률은 칸토 지구·비디오 리서치사 조사) |                  |                                                                |                 |                 |        |

- 첫회는 15분 확대 (21:00 ~ 22:09).